# 博纳旺蒂尔·卡卢
博纳旺蒂尔·卡卢（法語：Bonaventure Kalou，1978年1月12日—），科特迪瓦足球运动员，司职前锋。

## 生平

### 球會
卡盧之前曾在荷甲聯賽踢球，效力球會是飛燕諾，期間曾外借至低組別球會。在飛燕諾期間主要司職翼鋒，但也會客串前鋒。
2003年他轉赴法甲，起先效力欧塞尔，後再轉到巴黎圣日耳門。在法甲期間卡盧已轉化成一個前鋒，單在巴黎聖日耳門期間，已在28場聯賽中攻入9球。
2007年曾短暫效力朗斯，可惜球會隨後隨即因成績差劣而降級，卡盧輾轉下，回到荷甲效力SC海倫芬。

### 國家隊
卡盧早於1997年已代表國家隊出賽世青杯，亦出席過2006年世界杯，惜因與世界級勁旅阿根廷和荷蘭同組，而於分組賽出局。

## 榮譽
飛燕諾
- 荷甲：1998–99
- 克魯伊夫盾：1999
- 歐洲足協盃：2001–02

欧塞尔
- 法国盃：2004–05

巴黎圣日耳曼
- 法国盃：2005–06

SC海倫芬
- 荷蘭盃：2008–09

科特迪瓦
- 非洲國家盃亞軍：2006[2]

## 個人
卡盧有一個弟弟──萨洛蒙·卡卢，也是職業足球員。